# Caroline Nordengrip
Anna Caroline Alexandra Nordengrip, född Andersson 31 maj 1980 i Borås (Caroli), Älvsborgs län, är en svensk politiker (sverigedemokrat). Hon var ordinarie riksdagsledamot 2018-2022, invald för Västra Götalands läns södra valkrets.
I riksdagen var hon ledamot i försvarsutskottet. Inför riksdagsvalet 2022 petades hon från Sverigedemokraternas lista och samma år reste hon till Ukraina för att utbilda ukrainska soldater. Våren 2023 rapporterades det att hon tagit värvning i den ukrainska armén med graden sergeant.
I juli 2023 skadades Nordengrip under ett ryskt bakhåll.